# 丽江蓼
丽江蓼（学名：Polygonum lichiangense）为蓼科蓼属下的一个种。